# Keselyő-patak
A Keselyő-patak a Cserhátban ered, Iliny településtől délnyugatra, Nógrád vármegyében, mintegy 250 méteres tengerszint feletti magasságban. A patak forrásától kezdve északkeleti irányban halad, majd Iliny központi részénél éri el az Ilinyi-patakot.

## Part menti települések
- Iliny